# Spoorlijn 30
Spoorlijn 30 was een Belgische spoorlijn die Zichem met Scherpenheuvel verbond. De lijn was 4 km lang en takte in station Zichem af van spoorlijn 35 (Leuven - Hasselt).

## Geschiedenis

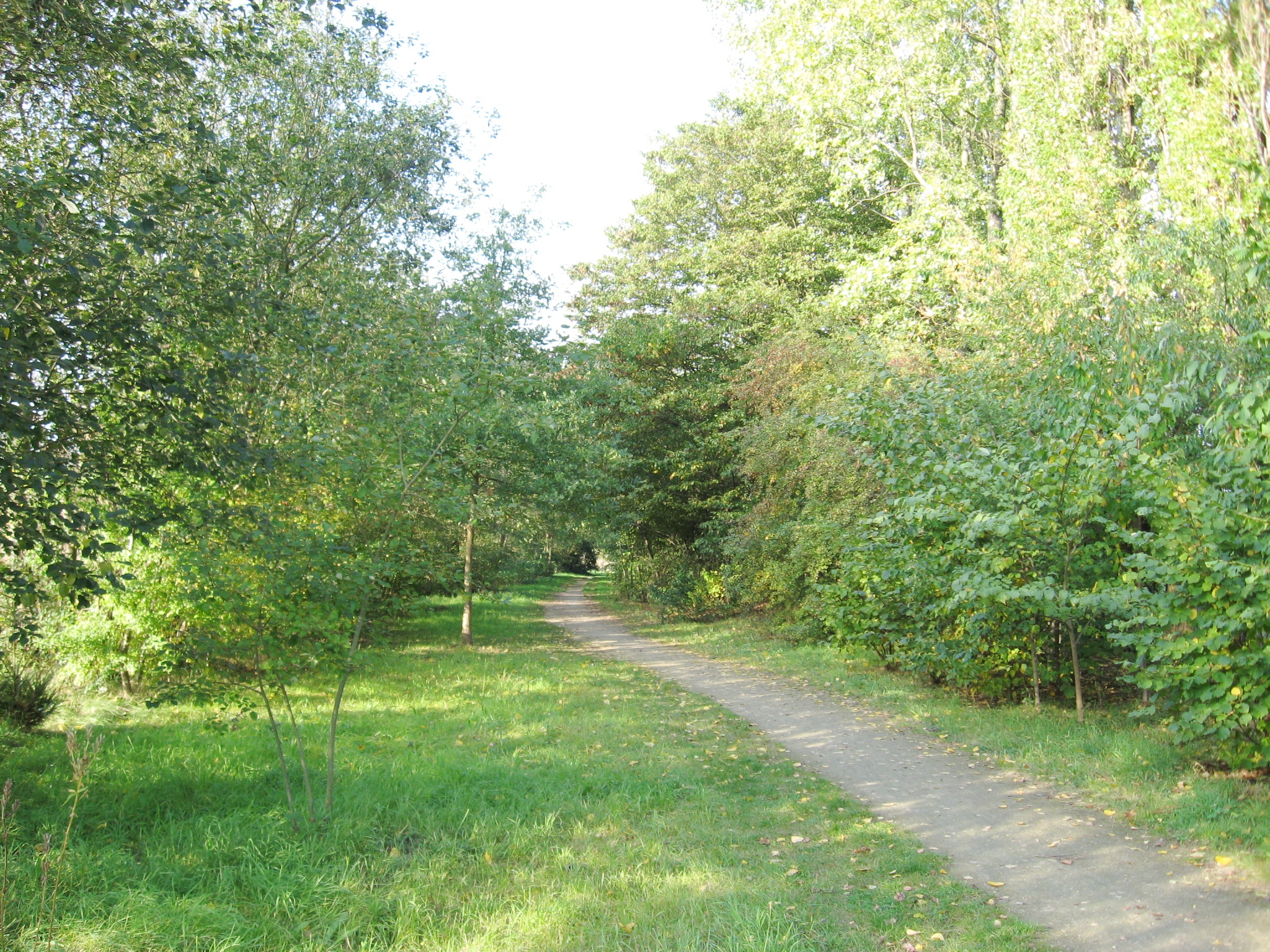
De voormalige spoorlijn in de buurt van haar eindpunt in Scherpenheuvel

In 1892 werd een enkelsporige lijn tussen Zichem en Scherpenheuvel in concessie gegeven aan de buurtspoorwegen die de spoorlijn en het kopstation Scherpenheuvel bouwde. Op 22 januari 1894 werd de lijn geopend en geëxploiteerd door de spoorwegmaatschappij Grand Central Belge die de bouw mee gefinancierd had. In 1898 werd deze normaalsporige lijn overgenomen door de Belgische Staat onder lijnnummer 35A. 
Het reizigersverkeer werd opgeheven op 29 mei 1957. Goederenverkeer bleef nog mogelijk tot 31 maart 1972. De laatste occasionele reizigerstrein (met bedevaarders) reed in 1972. In 1974 werden de sporen opgebroken.

## Toekomst
Op een gedeelte van de spoorwegbedding ligt een onverhard pad. Medio juli 2007 kondigde het stadsbestuur van Scherpenheuvel-Zichem aan om een wandel- en fietspad over de gehele lengte van de vroegere spoorlijn aan te leggen.

## Aansluitingen
In de volgende plaats was er een aansluiting op de volgende spoorlijn:
Zichem
Spoorlijn 35 tussen Leuven en Hasselt